# Sousse Médina

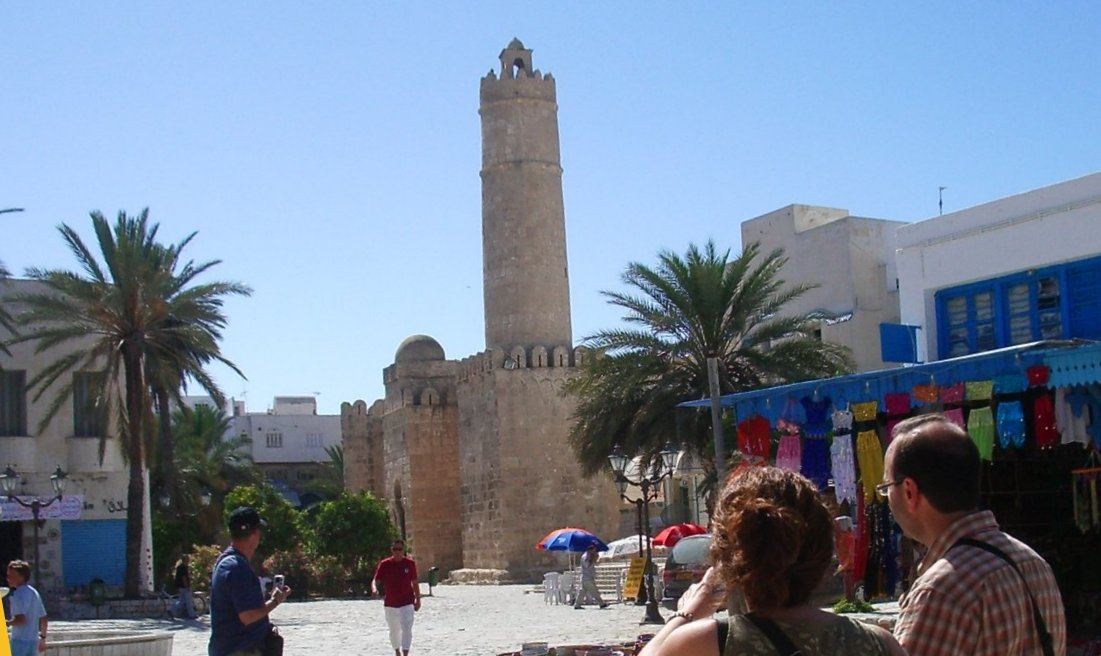
Sousse Médina

La delegació o mutamadiyya de Sousse Médina (àrab: معتمدية سوسة المدينة, muʿtamadiyyat Sūsa al-Madīna) és una delegació de Tunísia a la governació de Sussa, formada per la zona costanera de la ciutat i el barri antic o medina. El barri antic és principalment comercial mentre que a la costa, a part del port de Sussa, hi ha llargues platges utilitzades principalment per gent de la ciutat i per turistes tunisians, i en menor mesura per turistes estrangers. La delegació té una població de 32.350 habitants.

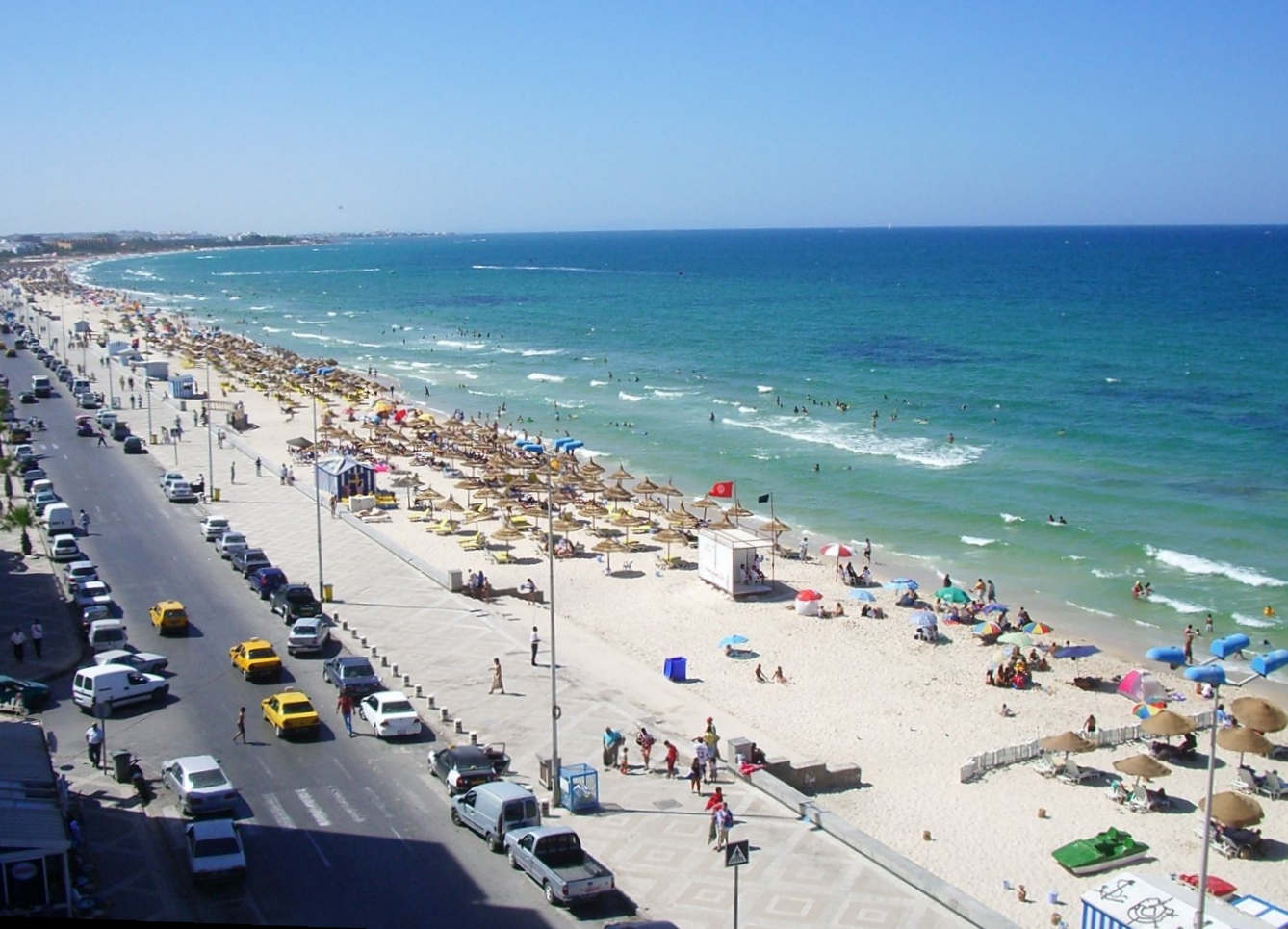
Platja de Sussa
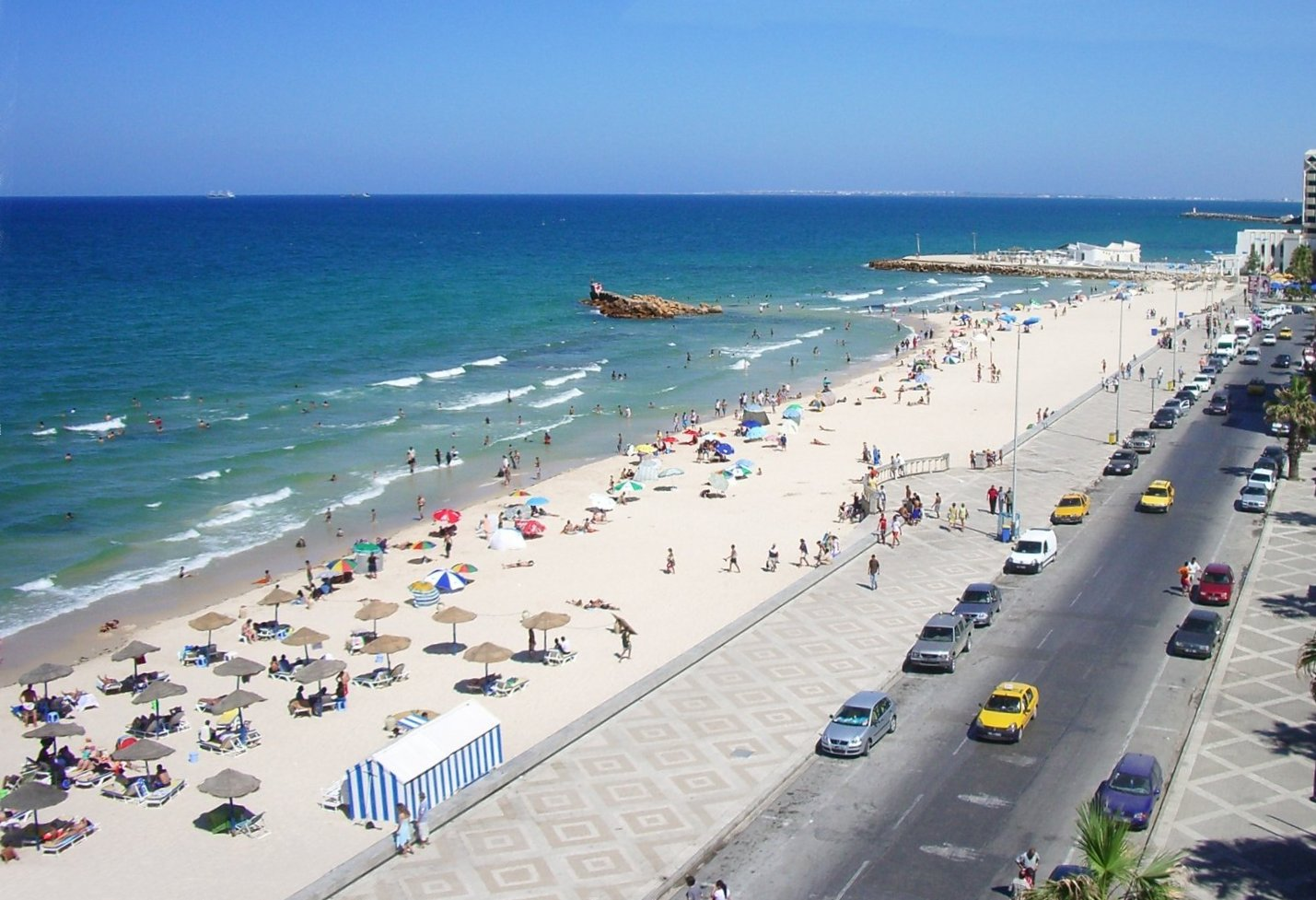
Platja de Sussa

## Administració
Com a delegació o mutamadiyya, duu el codi geogràfic 31 51 (ISO 3166-2:TN-12) i està dividida en cinc sectors o imades:
- Bou Jâafer (31 51 51)
- El Medina (31 51 52)
- Ali Belhouan (31 51 53)
- Mohamed Mâarouf (31 51 54)
- Khezama (31 51 55)

A nivell de municipalitats o baladiyyes, forma part de la municipalitat de Sussa (codi geogràfic 31 11).